# Condado de Olesno
Condado de Olesno (polaco: powiat oleski) é um powiat (condado) da Polónia, na voivodia de Opolskie. A sede do condado é a cidade de Olesno. Estende-se por uma área de 973,62 km², com 68 269 habitantes, segundo os censos de 2006, com uma densidade 70,12 hab/km².

## Divisões admistrativas
O condado possui:
Comunas urbana-rurais: Dobrodzień, Gorzów Śląski, Olesno, Praszka
Comunas rurais: Radłów, Rudniki, Zębowice
Cidades: Dobrodzień, Gorzów Śląski, Olesno, Praszka

## Demografia
População (dados de 30 de Junho de 2006):
|          | Total   | Total | Mulheres | Mulheres | Homens  | Homens |
| -------- | ------- | ----- | -------- | -------- | ------- | ------ |
|          | pessoas | %     | pessoas  | %        | pessoas | %      |
| Total    | 68 269  | 100   | 34 961   | 51,2     | 33 308  | 48,8   |
| Cidades  | 25 110  | 100   | 12 964   | 51,6     | 12 146  | 48,4   |
| Povoados | 43 159  | 100   | 21 997   | 51,0     | 21 162  | 49,0   |